# 슬로베니아어 위키백과

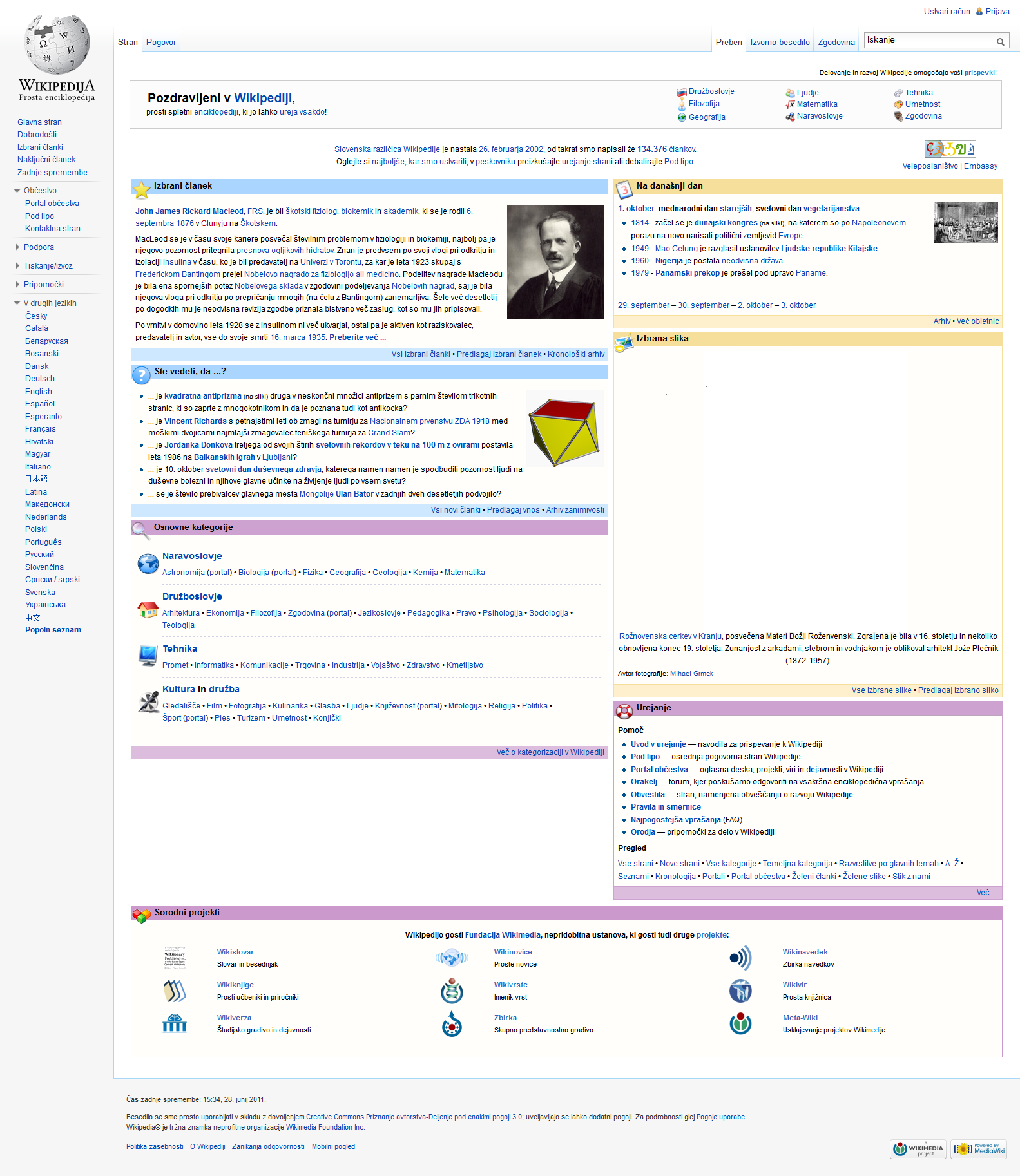

슬로베니아어 위키백과(슬로베니아어: Slovenska Wikipedija)는 슬로베니아어 버전의 위키백과이다. 2002년 3월에 시작되었으며 2008년 4월에 문서 수가 6만개를 돌파했다. 기호는 sl이다.